# Gerardo Gandini
Gerardo Gandini (* 16. Oktober 1936 in Buenos Aires; † 22. März 2013 ebenda) war ein argentinischer Komponist.

## Leben
Gerardo Gandini studierte in Buenos Aires bei Pía Sebastiani, Roberto Caamaño und Alberto Ginastera sowie in Rom bei Goffredo Petrassi. Er unterrichtete in Buenos Aires an der katholischen Universität, dem  Centro Latinoamericano de Altos Estudios Musicales (CLAEM) und am Konservatorium.
Neben anderen Auszeichnungen bekam Gerardo Gandini 2008 den hochdotierten internationalen Komponistenpreis Tomás Luis de Victoria verliehen.
Neben Opern, Liedern und Chören auf Texte von Salvatore Quasimodo komponierte Gandini Instrumentalmusik für unterschiedliche Besetzungen.
Er war Pianist im Sexteto von Astor Piazzolla und seine Einspielung eigener Klavier-Improvisationen über klassische argentinische Tangos, die er postangos nannte, gewann 2004 den Grammy als beste Tango-CD des Jahres.
Darüber hinaus komponierte er die Musik für verschiedene Dokumentar- und Kinofilme wie für den Regisseur Fernando E. Solanas im Jahre 1998 das Drama Der letzte Vorhang.

## Werke
- Concertino I für Klarinette, Streichtrio und Schlagzeug
- Concertino II für Flöte und Instrumente
- Concertino III für Cembalo und Instrumente
- Abschied für Klavier, Instrumente und Schlagzeug
- Música nocturna I und II für Kammerorchester
- Cadencia I für Violine und Kammerorchester
- Cadencia II für Kammerorchester
- Contrastes für zwei Klaviere und Orchester
- Phasen für Klarinette und Orchester
- Fantasie für Klavier und Orchester
- Honeyrom für Viola und Klavier, 1973
- La pasión de Buster Keaton Kammeroper, 1970–1978
- Don Juan, Bühnenmusik, 1978
- Oneiron für Viola und Klavier, 1978
- Trioneiron für Klarinette, Viola und Klavier, 1978/1980
- Konzert für Viola und Orchester, 1979
- Espejismos II (La muerte y la doncella), Kammeroper, 1987
- La casa sin sosiego, 1992
- La ciudad ausente Oper, 1995
- Liederkreis, 2000
- Filmmusik zur Dokumentation Memoria del Saqueo – Geschichte einer Plünderung von Fernando E. Solanas, 2004